# Seonjo
Seonjo (koreanisch: 선조) (* 26. November 1552 in Hanseong, Joseon; † 16. März 1608 in Joseon) war während seiner Regierungszeit von 1567 bis 1608 der 14. König der Joseon-Dynastie (조선 왕조) (1392–1910) in Korea.

## Leben
König Seonjo war der Sohn von Prinz Deokheung daewongun (덕흥 대원군) und Enkel von Jungjong (중종), dem 11. König der Joseon-Dynastie. Mütterlicherseits war er ein Enkel einer Konkubine des Königs und wurde zwei Jahre vor seiner Inthronisierung von der Königin Insun als legitimer Nachfolger von König Myeongjong (명종) anerkannt. Seonjo, auch unter seinem Geburtsnamen Yi Hagyun (이학윤) bekannt und als Prinz Haseonggun Gyun (하성군 균) genannt, wurde in Ermangelung eines Nachfolgers für den im Jahr 1567 verstorbenen König Myeongjong Thronfolger im zarten Alter von 16 Jahren. Es war zunächst Königin Insun, die im Hintergrund dem jungen König dabei half die Staatsgeschäfte zu regeln und Yi Hwang (이황) (1501–1570), der das Ministeramt für Rituale innehatte, war sein erster Lehrer, später gefolgt von weiteren Gelehrten des Hofes. Es war auch Yi Hwang, der dem mit 22 Jahren noch jungen König in seinem Werk Maneon Bongsa (만언 봉사; 萬言封事) die königlichen Regeln beschrieb und ökonomische, militärische und administrative Empfehlungen gab. Er überreichte Seonjo das Werk zu Beginn des Jahres 1574.

## Japanischen Invasion
Zu Beginn der Japanischen Invasion (1592–1598), die mit der Truppenlandung von 158.700 japanischen Soldaten am 12. April 1592 begann und denen die Armee Joseons nichts entgegenbringen konnte, brachte sich König Seonjo mit seinem Hofstab am 30. April durch Flucht von Hanseong (한성), der Hauptstadt des Landes, heute Seoul, nach Norden in Sicherheit. Noch zwei Tage zuvor ernannte Seonjo seinen Sohn und späteren König Gwanghaegun (광해군) zum Kronprinzen und teilte seinen Hof mit ihm zur Sicherheit in zwei Gruppen auf. Am 11. Juni musste Seonjo mit seinem Hofstab Pjöngjang (평양), das als Zufluchtsort gedient hatte, verlassen und nach Euiju (의주) an der Nordwestgrenze des Reiches fliehen. Die kritische Situation für das Reich und das Königshaus änderte sich mit Eintritt der Armee des Ming-Reiches in den Krieg und der erfolgreichen Vernichtung der japanischen Seestreitkräfte durch General Yi Sun-sin (이순신). Nachdem König Seonjo 1593 nach Hanseong zurückgekehrt war und der Hof alle Paläste zerstört vorgefunden hatten, residierte Seonjo mit seinem Hofstaat übergangsweise im Deoksugung-Palast, der heute öffentlich zugänglich ist.

## Seine Leistung
Über die Situation der schlechten Gesundheit in der Bevölkerung besorgt, wurde es zu König Seonjo Anliegen, den Gesundheitszustand in der Bevölkerung durch eine bessere medizinische Behandlung zu verbessern. Zu diesem Zweck rief er 1596 den Arzt des königlichen Hofes, Heo Jun (허준) (1539–1615) zu sich und teilte ihm mit, dass seiner Meinung nach alle chinesischen medizinischen Bücher neueren Datums lediglich Kopien von älteren wären und sie es nicht Wert wären gelesen zu werden. Er erkannte, dass die Krankheiten jener Tage durch eine ungeeignete Gesundheitsversorgung zustande kamen und die bestehenden medizinischen Bücher zu komplex und zu umfangreich waren. Auch bemerkte er, dass die einfachen Leute keine Kenntnis über die Wirkung der lokal vorhandenen Heilkräuter hatten. So beauftragte König Seonjo seinen medizinischen Experten Heo Jun damit, ein einzelnes Werk zu verfassen, in dem das wesentlichste medizinische Wissen zusammengefasst war, der Anbau und die Verwendung der Heilkräuter beschrieben wurde, ebenso das Wissen um die Akupunktur und dass das Buch für die Leute im Volk verständlich sein sollte. Das Werk das Heo Jun daraufhin bis zur Veröffentlichung im Jahr 1613 schuf, ging unter der Bezeichnung Donguibogam (동의보감) in die Geschichte ein und wurde im Jahr 2009 als Memory of the World in das Register des Weltdokumentenerbes der UNESCO aufgenommen.

## Tod
König Seonjo verstarb am 16. März 1608 und wurde in der königlichen Grabstätte des Donggureung (동구릉) in der Stadt Guri (구리) der Provinz Gyeonggi-do (경기도) beigesetzt.